# Charles Coghlan
Sir Charles Patrick John Coghlan, né le 24 juin 1863 à King William's Town et mort le 28 août 1927, est un avocat et homme d'État de Rhodésie du sud, membre du Parti rhodésien de la réforme. Il est le premier Premier ministre de cette colonie britannique du 1er octobre 1923 jusqu'à sa mort.

## Biographie
Né dans la colonie du Cap, Charles Coghlan devient avocat et s'installe en 1900 à Bulawayo en Rhodésie du sud. Il est élu en 1908 au Conseil législatif comme représentant de la circonscription de Bulawayo.

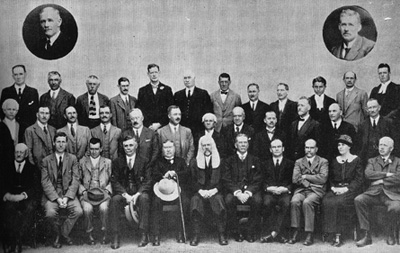
Le premier gouvernement de Rhodésie du Sud en 1924 dirigé par Charles Coghlan.

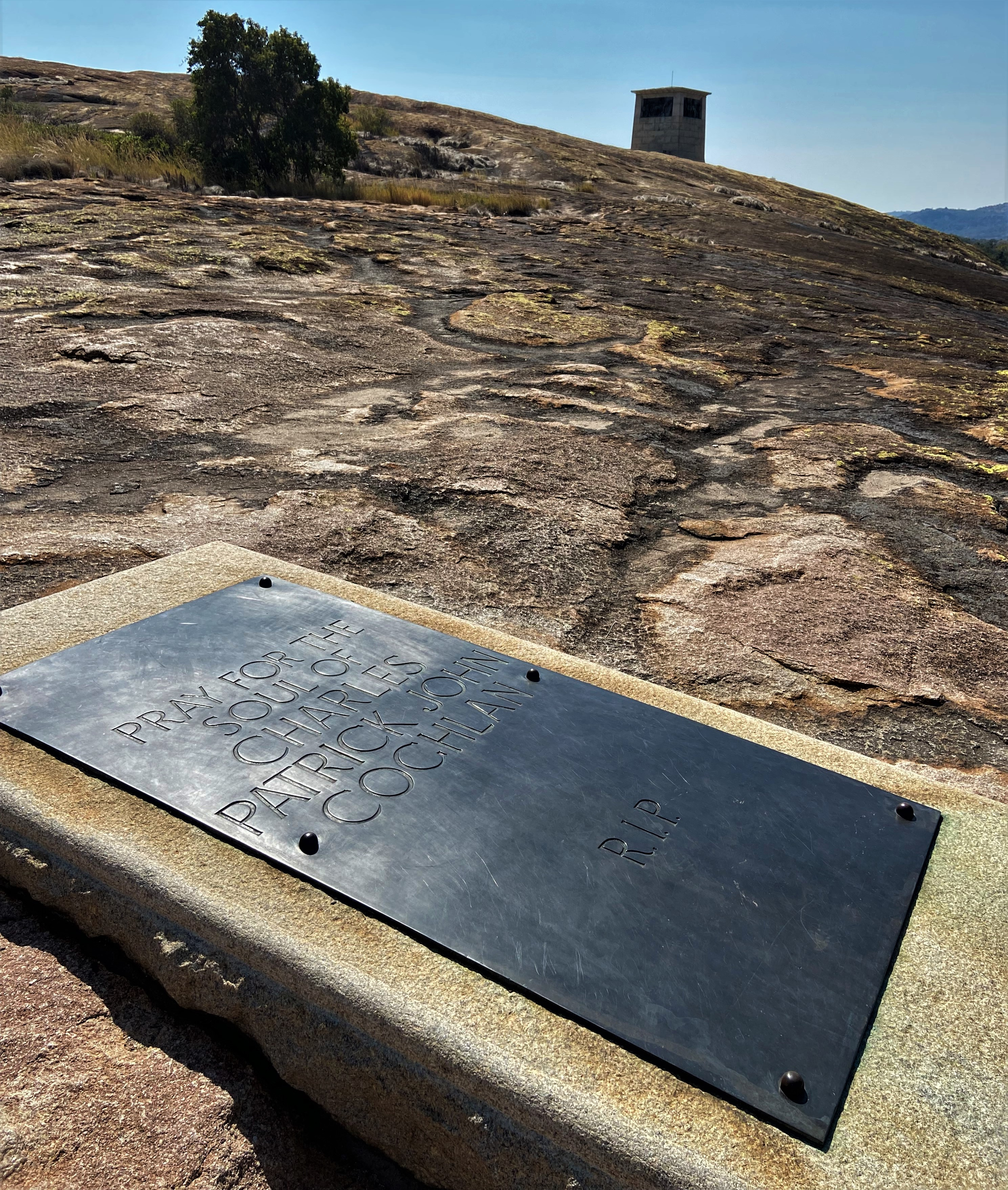
Sépulture de Charles Coghlan, Colline Malindidzimu, Matopos National Park, Zimbabwe.

En 1914, il demande la fin de la gestion de la British South Africa Company BSAC sur le territoire rhodésien et s'oppose également à tout projet d'unification de la Rhodésie du sud avec la Rhodésie du nord ou l'Afrique du Sud.
En 1922, il dirige avec succès le mouvement anti-unioniste rhodésien lors du référendum sur l'intégration de la Rhodésie à l'Union d'Afrique du Sud.
Il a la charge de piloter la transition de la gestion de la colonie de la BSAC en une colonie autonome au sein du Commonwealth britannique.
Il était considéré comme le plus grand rhodésien après le fondateur du pays, Cecil Rhodes.
Il meurt en fonction en 1927 et est enterré non loin de Cecil Rhodes dans le parc national de Matopos.

## Statue de Coghlan
Sa statue inaugurée au début des années 1940 devant l'hôtel de ville de Bulawayo a été déboulonnée au début des années 1980 par les nouvelles autorités du Zimbabwe. Elle est depuis exposée dans le Centenary park, près du Muséum d'histoire naturelle, face à celle de Cecil Rhodes.